# Kōji Murofushi
Kōji Alexander Murofushi (jap. 室伏アレクサンダー広治 Murofushi Arekusandā Kōji; ur. 8 października 1974 w Numazu, w prefekturze Shizuoka) – japoński lekkoatleta, specjalizujący się w rzucie młotem.
Pochodzi ze sportowej rodziny: rzut młotem uprawiała jego młodsza siostra – Yuka, a ich ojciec Shigenobu Murofushi także był młociarzem, trzykrotnym olimpijczykiem. Natomiast jego matka Serafina Moritz, była rumuńską oszczepniczką, mistrzynią Europy juniorów w 1968.

## Kariera
W 2000 zajął 9. miejsce w igrzyskach olimpijskich w Sydney. Pierwszy medal światowej imprezy zdobył w 2001 na mistrzostwach świata w Edmonton zajmując 2. miejsce.  Dwa lata później ustanowił rekord Azji wynoszący 84,86 m. Na igrzyskach olimpijskich w Atenach Murofushi zdobył złoty medal. W 2007 na mistrzostwach świata w Osace zajął 6. miejsce. Rok później zajął 5. miejsce w konkursie rzutu młotem na Igrzyskach w Pekinie, jednak dwóch białoruskich medalistów zostało zdyskwalifikowanych za doping i Murofushiemu przypadł brązowy medal tej imprezy. W 2010 Sportowy Sąd Arbitrażowy z siedzibą w Lozannie uznał testy antydopingowe za nieważne, ponieważ laboratorium w Pekinie nie spełniało międzynarodowych standardów i Japończyk powrócił na 5. miejsce olimpijskiego konkursu. Dwudziestokrotny mistrz Japonii (1995-2014). W 1998 poprawił (wynikiem 76,65) poprawił rekord kraju, który wcześniej należał do jego ojca. W latach 1998–2003 w sumie piętnastokrotnie ustanawiał rekord Japonii w rzucie młotem

## Sukcesy
| Rok  | Zawody               | Miasto    | Konkurencja | Wynik   | Miejsce |
| ---- | -------------------- | --------- | ----------- | ------- | ------- |
| 1994 | Igrzyska azjatyckie  | Hiroszima | Rzut młotem | 67,48 m | 2.      |
| 1998 | Igrzyska azjatyckie  | Bangkok   | Rzut młotem | 78,57 m | 1.      |
| 2001 | Mistrzostwa świata   | Edmonton  | Rzut młotem | 82,92 m | 2.      |
| 2002 | Igrzyska azjatyckie  | Pusan     | Rzut młotem | 78,72 m | 1.      |
| 2003 | Mistrzostwa świata   | Paryż     | Rzut młotem | 80,12 m | 3.      |
| 2004 | Igrzyska olimpijskie | Ateny     | Rzut młotem | 82,91 m | 1.      |
| 2007 | Mistrzostwa świata   | Osaka     | Rzut młotem | 80,46 m | 6.      |
| 2008 | Igrzyska olimpijskie | Pekin     | Rzut młotem | 80,71 m | 5.      |
| 2011 | Mistrzostwa świata   | Daegu     | Rzut młotem | 81,24 m | 1.      |
| 2012 | Igrzyska olimpijskie | Londyn    | Rzut młotem | 78,71   | 3.      |
| 2013 | Mistrzostwa świata   | Moskwa    | Rzut młotem | 78,03   | 6.      |

Zwycięzca IAAF Hammer Throw Challenge w sezonie 2010.

## Rekord życiowy
- rzut młotem – 84,86 m (2003)[6]